# Janthinea restricta
Janthinea restricta är en fjärilsart som beskrevs av W. Warren 1912. Janthinea restricta ingår i släktet Janthinea och familjen nattflyn. Inga underarter finns listade i Catalogue of Life.